# Shall We Love?
Singles par Maki Gotō
Yaruki! It's Easy
(2002) Sans Toi Ma Mie/Kimi to Itsumademo
(2002)
Singles par Aya Matsūra
The Bigaku
(2002) Sōgen no Hito
(2002)
Singles par Miki Fujimoto
Boyfriend
(2002) Boogie Train '03
(2003)
Shall We Love? (stylisé SHALL WE LOVE?) est l'unique single du groupe spécial Gomattō (formé de Maki Gotō, Aya Matsūra et Miki Fujimoto), sorti en 2002.

## Présentation
Le single sort le 20 novembre 2002 au Japon sous le label Piccolo Town, écrit et produit par Tsunku. Il atteint la 1re place du classement de l'Oricon. Il se vend à 96 727 exemplaires la première semaine et reste classé pendant douze semaines, pour un total de 157 057 exemplaires vendus durant cette période. Il sort aussi au format "Single V" (DVD) contenant le clip vidéo deux semaines plus tard.
Deux versions remixées de la chanson-titre figurent aussi sur le single, en plus de la version instrumentale. La chanson originale ne figurera que sur la compilation du Hello! Project Hello! Project Special Unit Mega Best qui sortira six ans plus tard, fin 2008. Les trois chanteuses solistes qui forment le trio en enregistreront chacune une version en solo qui figurera sur leurs albums solo de l'année suivante : Makking Gold 1 de Maki Gotō, T.W.O de Aya Matsūra, et Miki 1 de Miki Fujimoto. Elles l'interprèteront également lors de leurs concerts en solo, ainsi que lors de la tournée en duo de GAM (Matsūra & Fujimoto) : GAM 1st Concert Tour 2007 Shoka ~Great Aya & Miki~ .

## Liste des titres
CD
1. SHALL WE LOVE?
2. SHALL WE LOVE? (Cool groove mix)
3. SHALL WE LOVE? (Airly healing mix)
4. SHALL WE LOVE? (Instrumental)

Single V (DVD)
1. SHALL WE LOVE? (clip vidéo)
2. Making Eizo (メイキング映像?) (making of)